# Музей Гревен
Музей Гревен (фр. Musée Grévin) — паризький музей воскових фігур на бульварі Монмартр. Відкритий 5 червня 1882 року.

## Загальні дані
Вхід в музей знаходиться в IX окрузі Парижа. Адреса музею: Бульвар Монмартр, 10 — 75009 Париж (фр. 10, Boulevard Montmartre - 75009 Paris). Найближча станція метро — Grands Boulevards.
Час роботи: щодня 10:00 — 18:30, у вихідні — до 19:00.

## Історія
1881 року Артур Мейер вирішив створити для своєї газети «Le Gaulois» музей воскових фігур за прикладом існуючого вже понад століття музею Мадам Тюссо. Він звернувся до скульптора, карикатуриста та театрального костюмера Альфреда Гревена з пропозицією зробити для музею скульптури популярних персонажів епохи, людей, про яких пише його газета.

## Колекція
У колекції музею знаходиться близько 450 воскових фігур знаменитих людей або вигаданих персонажів. Велика частина експозиції представлена у вигляді сцен, де зображено ключові моменти історії Франції:
- смерть Роланда
- вбивство герцога Гіза
- Людовик XIV у Версалі
- Поле золотої парчі
- вбивство Марата
- інавгурація Суецького каналу

У музеї, зокрема, представлені:
| - Бред Пітт - Фаб'єн Бартез - Селін Діон - Майкл Джексон - Шарль Азнавур - Елтон Джон - Луї Армстронг - Рей Чарльз - Джимі Хендрікс - Лучано Паваротті - Вольфганг Амадей Моцарт - Філ Коллінз - Серж Генсбур - Мірей Матьє - Елвіс Преслі - Мстислав Ростропович - Роберто Беніньї - Брижіт Бардо - Ізабель Аджані - Жан Рено - Ромі Шнайдер - Жерар Депардьє - Чарлі Чаплін - Луї де Фюнес - Мерилін Монро - Т'єррі Лермітт - Фабріс Лукіні - Шарукх Кхан - Шарль де Голль - Наполеон | - Франциск I - Людовик XIV - Жанна д'Арк - Жан-Поль Марат - Тоні Блер - Джордж Вокер Буш - Жак Ширак - Іоанн Павло II - Володимир Путін - Ніколя Саркозі - Луї Блеріо - Наомі Кемпбелл - Міхаель Шумахер - Альберт Ейнштейн - Зінедін Зідан - Жан-Поль Сартр - Ернест Хемінгуей - Віктор Гюго - Амелі Нотомб - Пабло Пікассо - Ренуар - Леонардо да Вінчі - Мікеланджело - Бенвенуто Челліні - Людина-павук - Лара Крофт |